# La mujer de Benjamín
La mujer de Benjamín és una pel·lícula mexicana de 1991 protagonitzada per Eduardo López Rojas i Arcelia Ramírez. És l'òpera prima del cineasta Carlos Carrera.

## Sinopsi
En un poblat pròxim a una autopista, Benjamín (Eduardo López), un exboxador senil tímid i innocent, que depèn intel·lectual i econòmicament de la seva germana Micaela (Malena Doria), qui exerceix com la seva tutora, s'enamora de Natividad (Arcelia Ramírez), una jove atractiva que busca l'oportunitat de trencar el vincle amb la seva mare dominant. Quan l'estratègia dels seus amics de seduir-la per mitjà de cartes amoroses anònimes falla, Benjamín és acuitat per ells perquè la rapti. Al final Natividad troba un feix de bitllets a la casa, li ho roba i emprèn la fugida del poble feliç cap a la carretera.

## Repartiment
- Eduardo López Rojas
- Arcelia Ramírez
- Malena Doria
- Eduardo Palomo

## Premis
Entre els premis que va rebre es destaquen: 
- Festival Internacional del Nou Cinema Llatinoamericà de l'Havana, Cuba: FIPRESCI i Premi Glauber Rocha de la Premsa Estrangera a la Millor Pel·lícula, Premi Millor actor (Eduardo López);
- Festival Internacional de Cinema d'Amiens, França: Millor pel·lícula;
- Festival de Cinema Iberoamericà de Huelva, Espanya: Premi especial del Jurat i de la Crítica a Millor pel·lícula, Millor òpera prima;
- Festival Internacional de Cinema Giovanni, Torí, Itàlia: Premi del Jurat a Millor pel·lícula;
- Festival Internacional de Cinema de Mont-real: Millor òpera prima.[3]

## Comentaris
Aquest film ocupa el lloc 69 dins de la llista de les 100 millors pel·lícules del cinema mexicà, segons l'opinió de 25 crítics i especialistes del cinema a Mèxic, publicada per la revista Somos en juliol de 1994.